# Argent haché
Argent haché (franska för "hackat silver") är en försilvringsmetod, uppfunnen i början av 1700-talet.
Den innebär att ett mässings- eller bronsföremål ruggas upp i ytan för att skapa fäste för en bladförsilvring som därefter läggs på. Metoden försvann i början av 1800-talet i samband med att pläter och senare elektropläteringen uppfanns.